# Walckenaeria vigilax
Walckenaeria vigilax este o specie de păianjeni din genul Walckenaeria, familia Linyphiidae. A fost descrisă pentru prima dată de Blackwall, 1853. Conform Catalogue of Life specia Walckenaeria vigilax nu are subspecii cunoscute.